# Triersches Haus

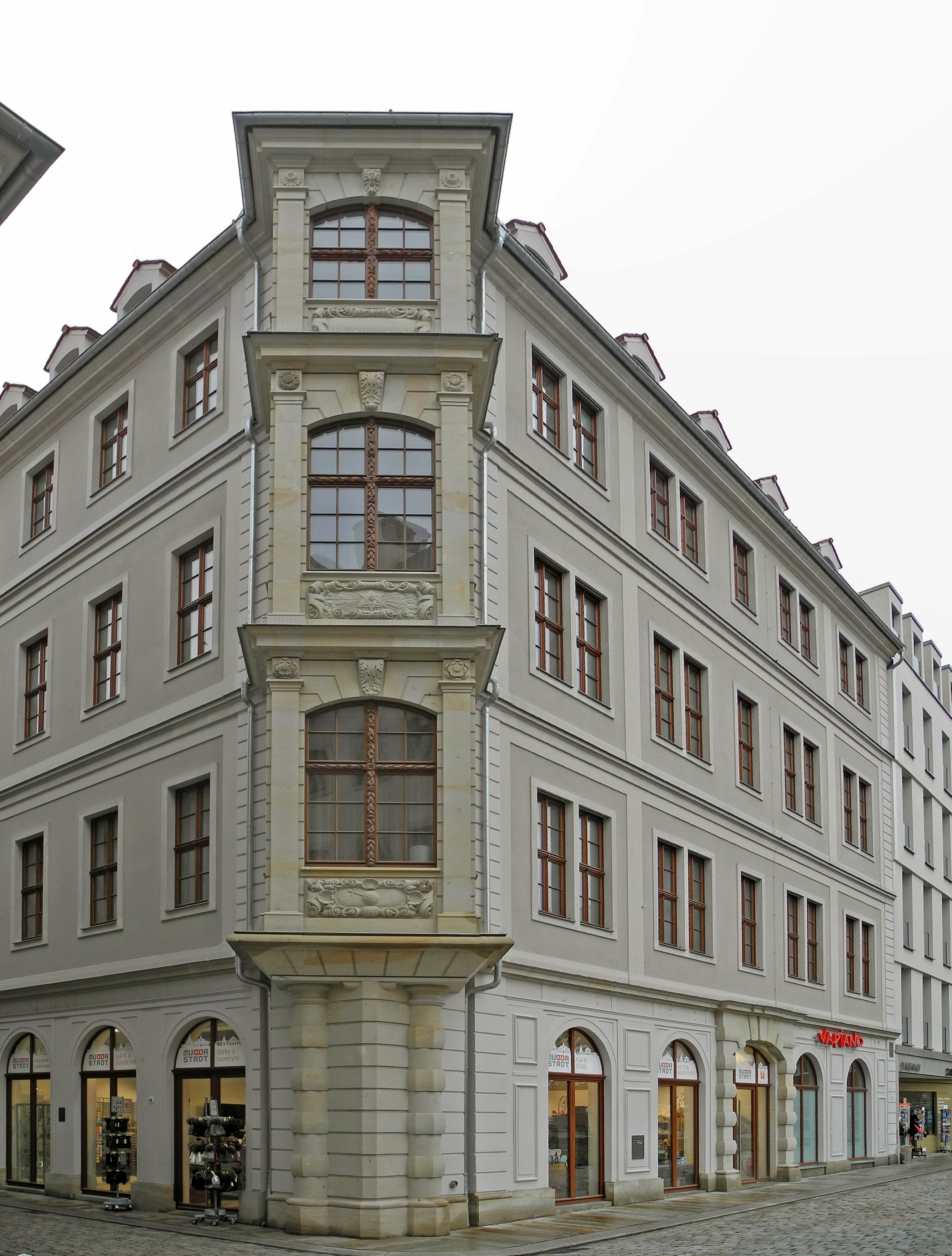
Neubau des Trierschen Hauses

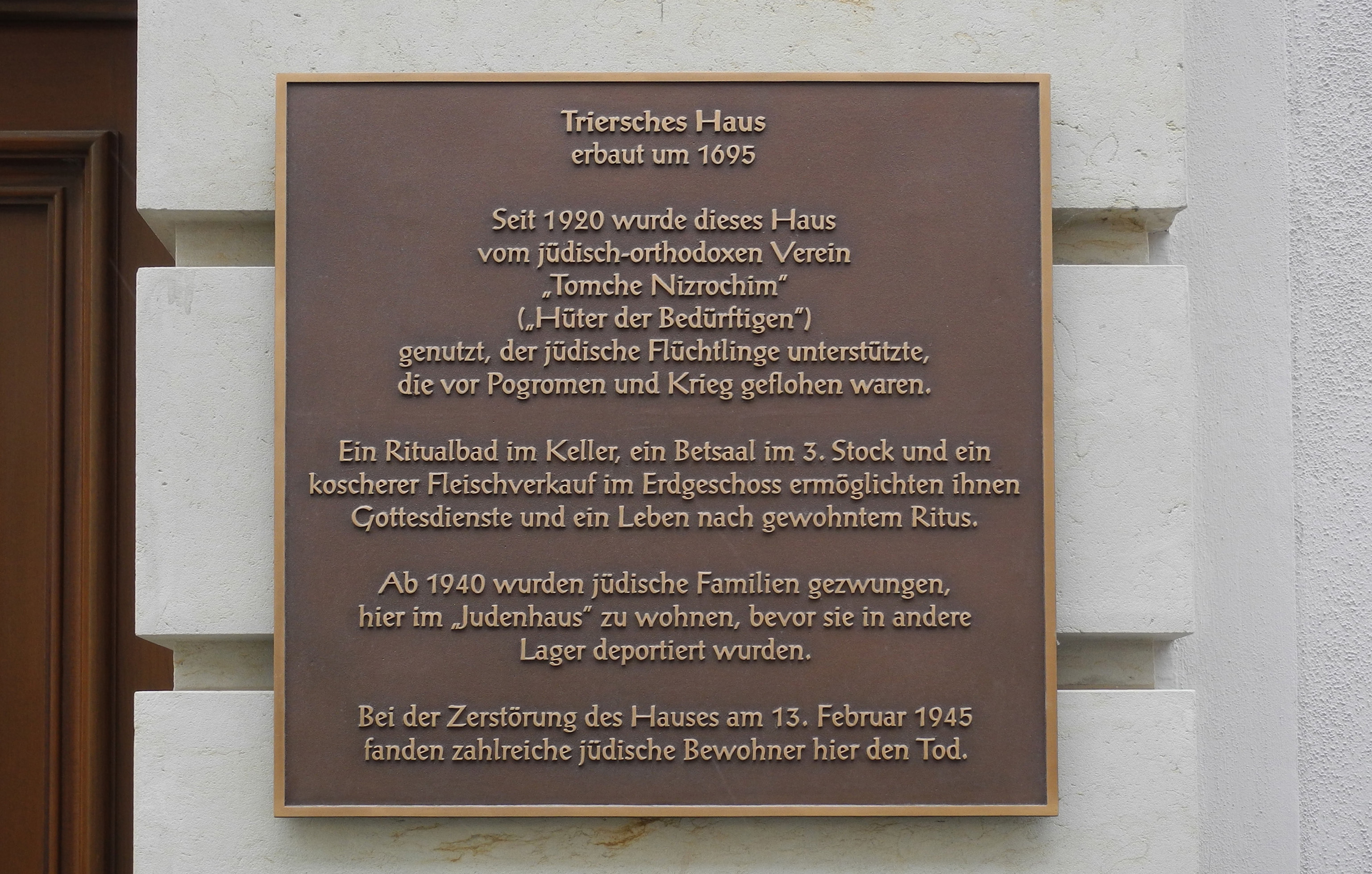
Gedenktafel zu Nutzung ab 1920 und Zerstörung 1945

Das Triersche Haus  ist ein barockes Wohnhaus in der inneren Altstadt von Dresden (Sporergasse 12 / Schössergasse 14), das 1695 für den Kurfürstlichen Bibliothekar, Hof- und Justizrat Johann Friedrich Trier errichtet wurde und 1791 um ein weiteres Stockwerk aufgestockt wurde. Besonders auffallend ist der Eckerker des Hauses an der Sporergasse Ecke Schössergasse.
Das Gebäude wurde 1945 beim Bombardement der Stadt zerstört und 2016 wiedererrichtet.
Seit 1920 war das Triersche Haus im Besitz eines jüdischen Vereins zur Unterstützung von Hilfsbedürftigen. Ab 1940 diente es als „Judenhaus“, in das die Stadt Dresden zwangsweise jüdische Mieter einwies. Das Gebäude wurde 1945 bei den Luftangriffen auf Dresden zerstört, wobei viele der noch verbliebenen jüdischen Bewohner ums Leben kamen. Bis 2016 wurde es im Zuge der Errichtung des Quartiers VII am Dresdner Neumarkt unter Rekonstruktion der Fassade neu errichtet.